# Hurkutstein

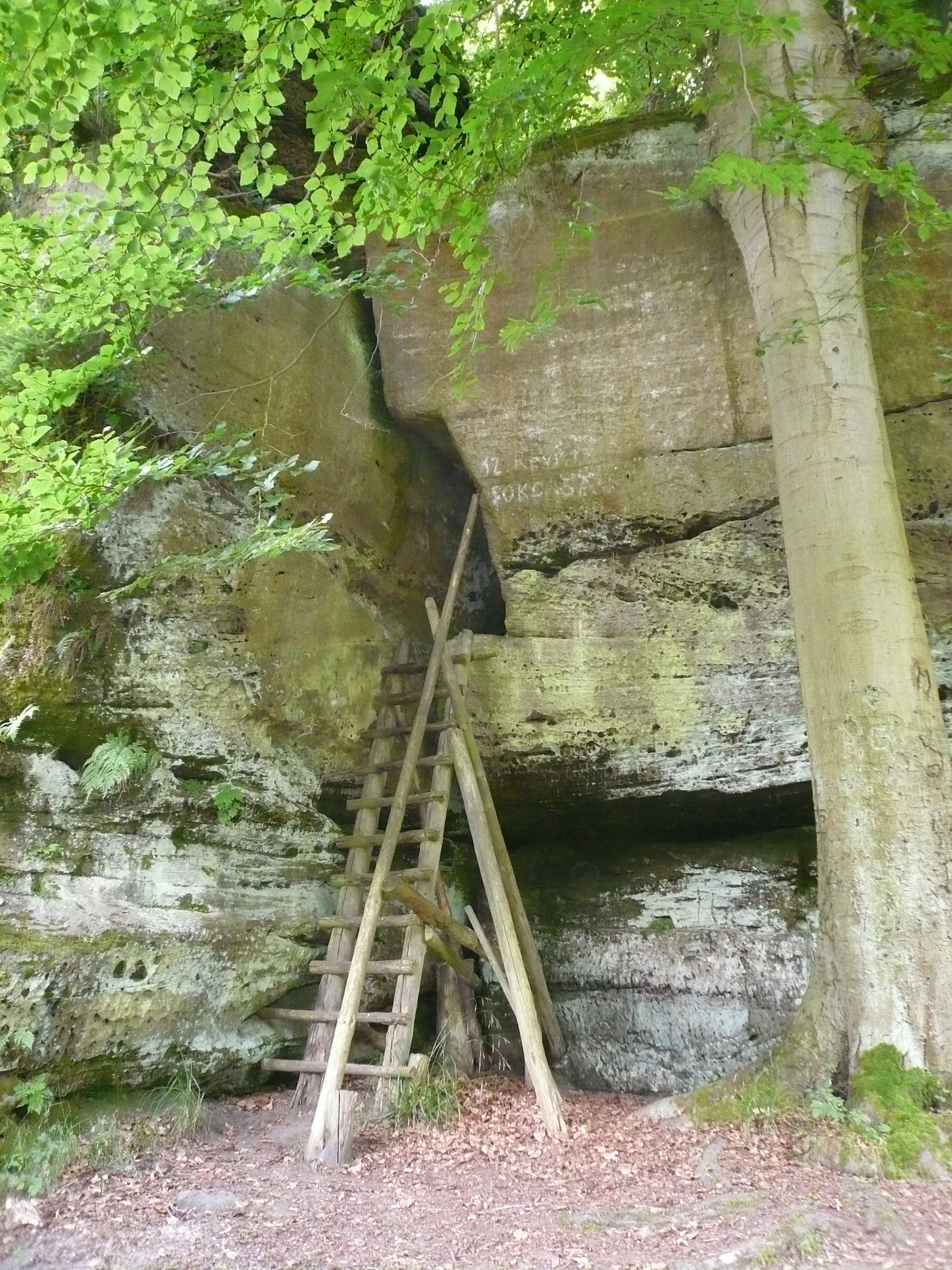
Hurkutstein

Der Hurkutstein, ein Felsen von 15 m Höhe, liegt im Reinhäuser Wald zwischen den Ortsteilen Reinhausen und Bremke der Gemeinde Gleichen im Landkreis Göttingen in Südniedersachsen. Er birgt eine Höhle, in welcher der Einsiedler Hurkut viele Jahre lebte.

## Einsiedlerhöhle
In etwa drei Meter Höhe in einer Felswand liegt die künstlich ausgestaltete Einsiedlerhöhle. Urkundlich überliefert ist eine „Kapelle zum heiligen Grabe“, die der Mönch Heinrich Hufnagel aus dem Kloster Reinhausen auf dem erhöhten Vorplatz des Felsens 1385 errichtete, wo er als Eremit lebte. Die Kapelle und die unmittelbar benachbarten Fischteiche wurden noch 1488 erwähnt. Verschiedene Nischen und eingemeißelte gotische Kreuze im Felsen zeugen noch von der ehemaligen Klause des Klosters Reinhausen.
Eine Sage berichtet von einem Knecht auf Neuengleichen namens Hurkut, der auf Befehl des Herrn von Neuengleichen, der auf einer von zwei Burgen auf den Gleichengipfeln saß, dessen kleinen Neffen im Wald ausgesetzt habe. Aus Reue beichtete er Jahre später dem Abt des Klosters Reinhausen und wollte dem Kloster beitreten; doch wurde er angewiesen, sich ebenso in den Wald zurückzuziehen. Er schuf sich als Einsiedler eine Höhle am Hurkutstein.
Der Hurkutstein und die damals darauf stehende Eiche wurden 1936 als Naturdenkmal ausgewiesen. Die Eiche ist inzwischen abgestorben, ihre Reste liegen auf dem Felsen. Da der Hurkutstein ein vom Menschen bearbeitetes Kulturdenkmal darstellt, wurde er ebenso wie die Eiche Ende 2009 aus der Liste der Naturdenkmale gestrichen.